# Piper PA-18 Super Cub

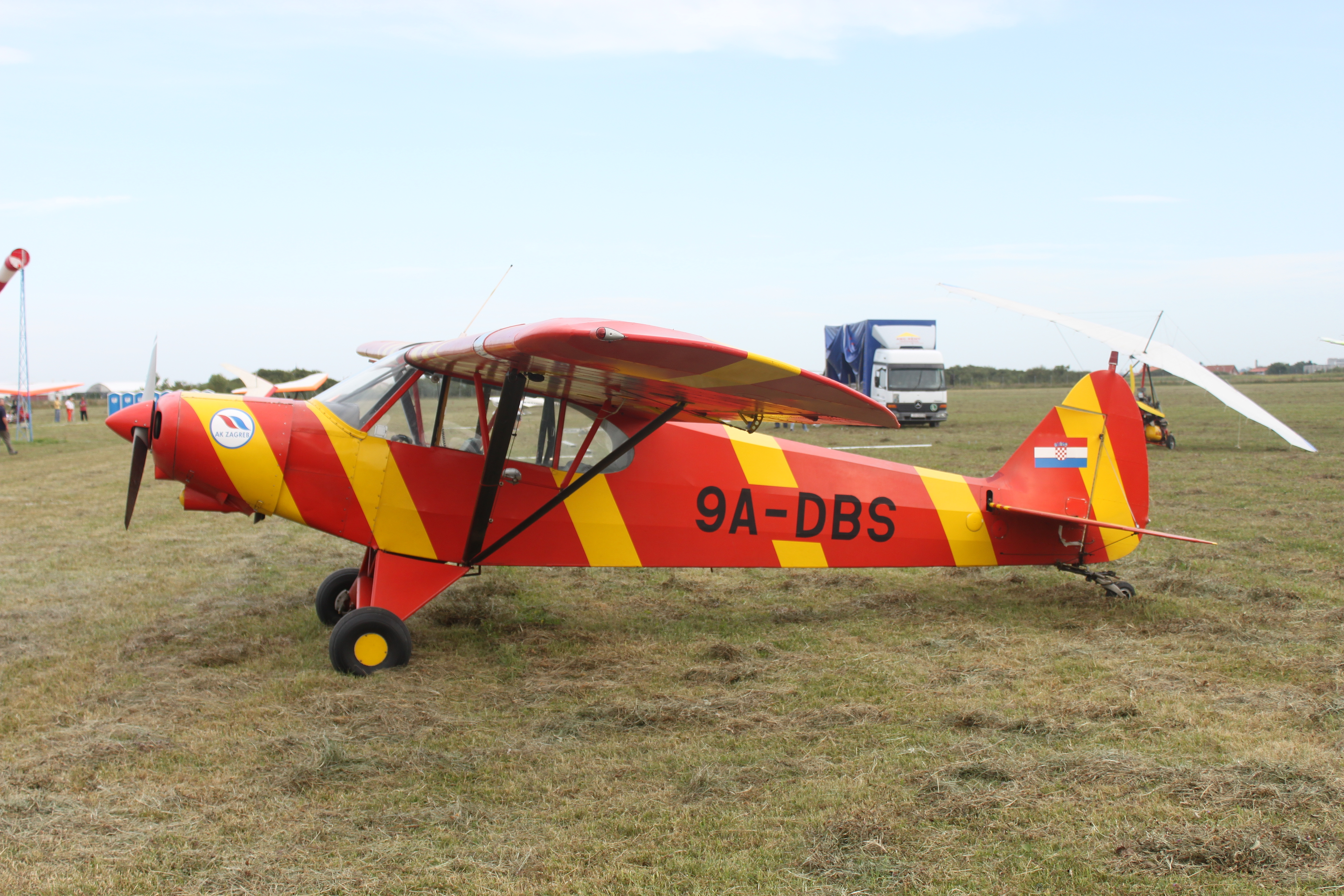
Piper PA-18 Super Cub

De Piper PA-18 Super Cub is een Amerikaans licht eenmotorig hoogdekker vliegtuig. Het veelzijdige toestel met twee zitplaatsen wordt nog steeds overal ter wereld gebruikt voor zowel sportvliegen, bush flying als sleepvliegen. De eerste vlucht was in 1949. Tot 1994 zijn er in totaal 10.326 exemplaren gebouwd door Piper Aircraft.

## Ontwerp
Het ontwerp van de Super Cub is een directe afgeleide van de Piper Cub PA-11. De constructie bestaat uit een met doek bespannen metalen frame. De vleugels zijn niet vrijdragend en met stijlen bevestigd aan de romp. De twee zitplaatsen bevinden zich achter elkaar (in tandem). Standaard werd het toestel uitgerust met een volledig ingebouwde viercilinder boxermotor. Het motorvermogen van de diverse varianten ligt in de range van 95-150 pk. Maar er zijn later ook Super Cubs gehermotoriseerd met motoren van 180 pk. Het landingsgestel bestaat uit twee hoofdwielen onder de romp plus een staartwiel. Het toestel kan ook worden uitgerust met drijvers, ski’s of grote ‘toendrabanden’ voor ruw of instabiel terrein.

## Koninklijke Luchtmacht
De Nederlandse Koninklijke Luchtmacht heeft van 1952-1968 162 L-18/L-21 Super Cubs in dienst gehad voor de basis vliegtraining en diverse verkenningstaken. Verschillende Super Cubs werden tot 1976 ingezet als sleepvliegtuig bij luchtmachtzweefvliegclubs.

## Varianten

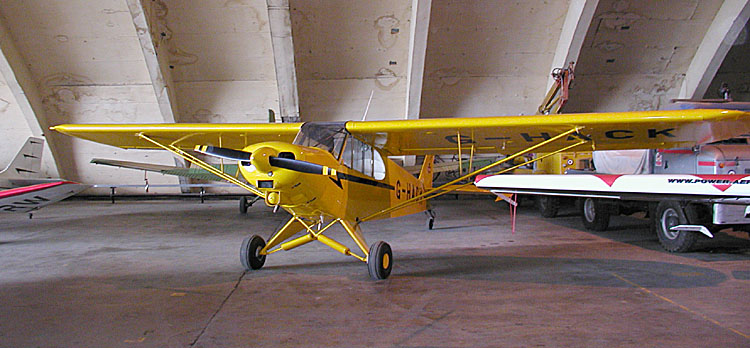
PA-18-150 Super Cub

PA-18 Super Cub
Prototype met een 95 pk motor. Ook wel aangeduid als de PA-18-95.
PA-18-105 Super Cub
Produktievariant met een 105 pk motor.
PA-18-105 Special
Variant voor civiele luchtverkenning. Met gebalanceerde stuurvlakken in de staart
PA-18-125 Super Cub
Met 125 pk motor en flaps.
PA-18-135 Super Cub
Variant met 135 pk motor en met standaard twee vleugeltanks.
PA-18-150 Super Cub
Variant uit 1954 met 150 pk Lycoming motor.
PA-18-180 Super Cub
Experimentele variant met 180 pk motor.
PA-18A
Aangepaste versie voor agrarische toepassingen. Achterste zitplaats maakt plaats voor een sproeitank.
PA-18S
Watervliegtuig met drijvers.
PA-18AS
Agrarisch vliegtuig met drijver onderstel (klein aantal gebouwd).
PA-19 Super Cub
Originele aanduiding van de militaire variant. Latere aanduiding PA-18s.
Aeromod Loadstar Model 100
Dubbeldekker variant voor hoog gelegen vliegvelden.
SAFAT 01Soedanese versie, gebouwd in Khartoum.

### Militaire versies
L-18C Super Cub
Militaire versie met 135 pk Continental motor.
YL-21 Super Cub
Super Cub 135s ter evaluatie aangeboden aan het Amerikaanse leger.
L-21A Super Cub
Militaire versie met een 125 pk Lycoming motor.
L-21B Super Cub
Militaire versie met een 135 pk Lycoming motor.
TL-21A
Omgebouwde L-21As voor trainingsdoeleinden.
U-7A Super Cub
Nieuwe aanduiding uit 1962 voor de L-21B.

## Specificaties
- Type: Piper PA-18 150
- Fabriek: Piper Aircraft
- Bemanning: 1
- Passagier: 1
- Lengte: 6,88 m
- Spanwijdte: 10,73 m
- Hoogte: 2,04 m
- Vleugeloppervlak: 16,58 m²
- Vleugelprofiel: USA 35B
- Leeg gewicht: 422 kg
- Maximum gewicht: 794 kg
- Brandstof: 140  liter

Piper PA-18 Super Cub

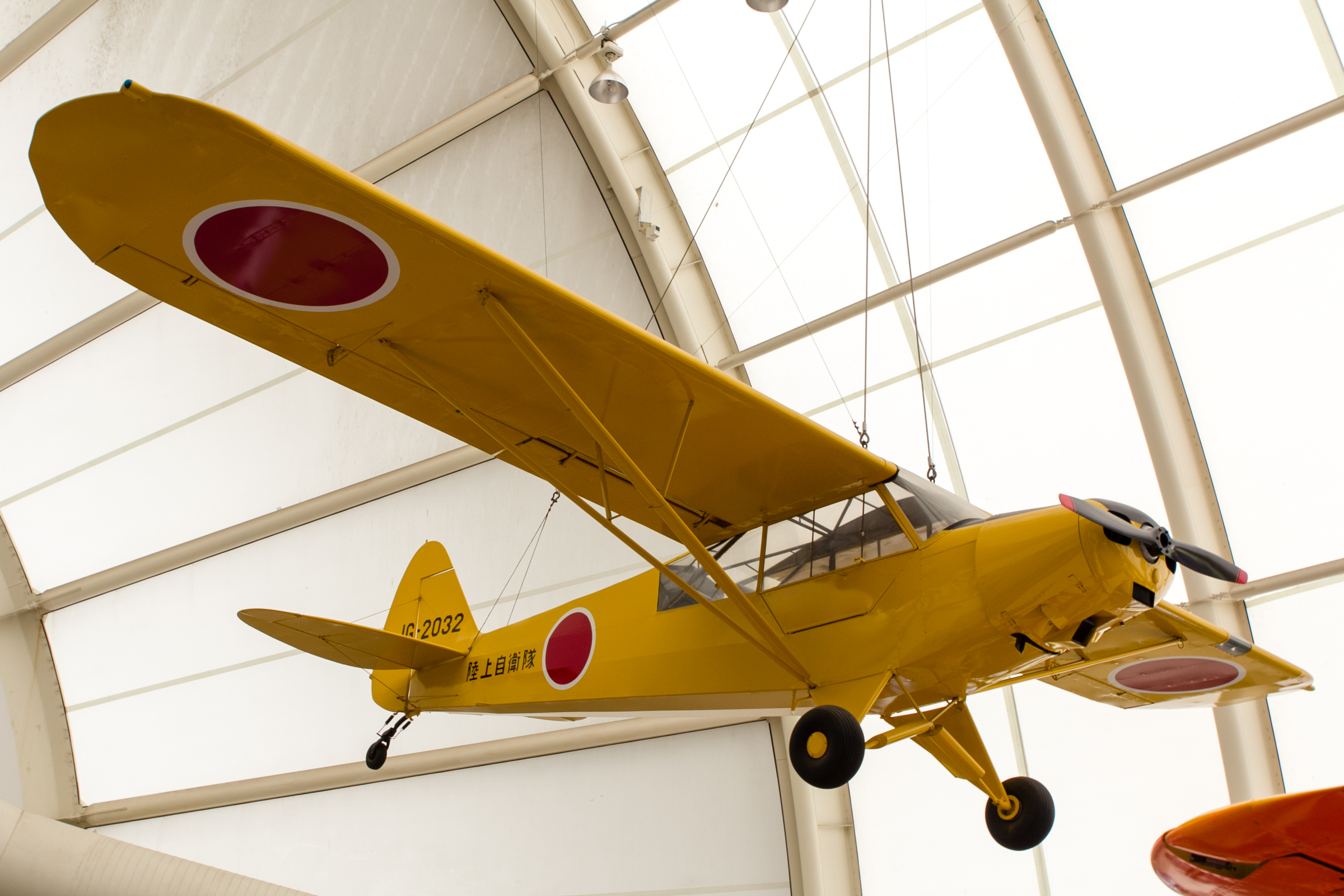
Piper Super Cub (militaire versie met langere ramen) in Japans museum

- Motor: 1 × Lycoming O-320 luchtgekoelde viercilinder boxermotor, 110 kW (150 pk)
- Propeller: tweeblads
- Eerste vlucht: 1949
- Aantal gebouwd: 10.326 (1949–1983; 1988–1994)

Prestaties
- Maximumsnelheid: 209 km/u
- Kruissnelheid: 185 km/u
- Overtreksnelheid: 69 km/u
- Never Exceed Speed: 246 km/u
- Klimsnelheid: 4,9 m/s
- Plafond: 5800 m
- Vliegbereik: 740 km
- Benodigde startbaanlengte: 152 m (met 15 m obstakel)